# Herminium
Herminium L. 1758 è un genere di piante spermatofite monocotiledoni appartenenti alla famiglia delle Orchidacee, dall'aspetto di piccole erbacee perenni dalla tipica infiorescenza racemosa.

## Etimologia
Il nome di questo gruppo di orchidee (Herminium) deriva da una parola greca il cui significato è ” sostegno, appoggio”, e fa riferimento al fusto alla cui base c'è un solo tubero a “sostenere” la pianta  (buona parte delle altre orchidee sono provviste di due tuberi sotterranei). Altre etimologie lo fanno derivare dal dio greco Hermes.

## Descrizione
I dati morfologici si riferiscono soprattutto alle specie europee e in particolare a quelle spontanee italiane.
La forma biologica prevalente di questo genere è geofita bulbosa (G bulb), ossia sono piante perenni che portano le gemme in posizione sotterranea. Durante la stagione avversa non presentano organi aerei e le gemme si trovano in organi sotterranei chiamati bulbi o tuberi, organi di riserva che annualmente producono nuovi fusti, foglie e fiori. Sono orchidee terrestri in quanto contrariamente ad altre specie, non sono “epifite”, ossia non vivono a spese di altri vegetali di maggiori proporzioni.

### Radici
Le radici sono secondarie da bulbo (o rizotubero), e si trovano nella parte superiore dei bulbi.

### Fusto
- Parte ipogea: la parte sotterranea del fusto consiste in un solo bulbo di tipo stolonifero a forma oblungo-ellissoide.
- Parte epigea: la parte aerea del fusto è semplice, eretta, glabra e gracile. Alla base sono presenti delle guaine tubolari.

### Foglie
Queste specie possiedono sia foglie basali che cauline; tutte di tipo amplessicaule. Quelle basali sono più grandi, di colore verde ed hanno la lamina intera a forma lanceolato-ovata. Sulla pagina fogliare sono presenti delle nervature parallele disposte longitudinalmente (foglie di tipo parallelinervie). Quelle cauline molto ridotte sono di tipo bratteiforme.

### Infiorescenza
Le infiorescenze sono terminali e consistono in un racemo semplice, eretto con pochi/tanti fiori. Questi sono posti alle ascelle di brattee fogliacee (una o due) su un breve pedicello piuttosto spesso. Le brattee possono essere più brevi o più lunghe dell'ovario a seconda della specie. I fiori, nella maggioranza delle specie, sono inoltre resupinati, ruotati sottosopra tramite torsione dell'ovario; in questo caso il labello è volto in basso. I fiori hanno un portamento eretto.

### Fiori
I fiori sono ermafroditi ed irregolarmente zigomorfi, pentaciclici (perigonio a 2 verticilli di tepali, 2 verticilli di stami (di cui uno solo fertile – essendo l'altro atrofizzato), 1 verticillo dello stilo). Il colore dei fiori varia dal verde-giallo al bianco.
- Formula fiorale: per questa pianta viene indicata la seguente formula fiorale:

P 3+3, [A 1, G (3)]
- Perigonio: il perigonio è composto da 2 verticilli con 3 tepali (o segmenti) ciascuno (3 interni e 3 esterni). I tepali esterni in genere hanno una forma da oblunga a rombica (dipende dalla specie). I due tepali interni (l'altro, quello centrale, il labello, è molto diverso) sono generalmente più stretti e più lunghi di quelli esterni. I tepali, sia quelli esterni che quelli interni, sono vagamente conniventi e formano un cappuccio a protezione degli organi riproduttivi.
- Labello: il labello è il tepalo interno centrale ed è la parte più vistosa del fiore. Ha una forma più allargata degli altri e può terminare sia in modo lobato (3 o 5 lobi) che intero. Lo sperone se presente è brevissimo. Il labello è nettarifero alla base.
- Ginostemio:  lo stame con le rispettive antere (in realtà si tratta di una sola antera fertile biloculare – a due logge) è concresciuto con lo stilo e forma una specie di organo colonnare chiamato "ginostemio"[4]. In queste specie tale organo è molto breve. Il polline ha una consistenza gelatinosa; e si trova nelle due logge dell'antera, queste sono fornite di due ghiandole vischiose ben distinte (chiamate retinacoli). I pollinii (poveri di polline) sono inseriti sui due retinacoli tramite delle caudicole e sono racchiusi in una borsicola rostellare. L'ovario, in posizione infera, sessile è formato da tre carpelli fusi insieme. L'ovario può essere contorto oppure dritto.[5].

### Frutti
Il frutto è una capsula.  Al suo interno sono contenuti numerosi minutissimi semi piatti. Questi semi sono privi di endosperma e gli embrioni contenuti in essi sono poco differenziati in quanto formati da poche cellule. Queste piante vivono in stretta simbiosi con micorrize endotrofiche, questo significa che i semi possono svilupparsi solamente dopo essere infettati dalle spore di funghi micorrizici (infestazione di ife fungine). Questo meccanismo è necessario in quanto i semi da soli hanno poche sostanze di riserva per una germinazione in proprio.

## Biologia
La riproduzione di queste piante può avvenire in due modi: 
- per via sessuata grazie all'impollinazione degli insetti pronubi; la germinazione dei semi è tuttavia condizionata dalla presenza di funghi specifici (i semi sono privi di albume – vedi sopra). Questa funzione nelle specie di questo genere è poco sviluppata.
- per via vegetativa in quanto a fine stagione dal bulbo principale si sviluppano dei tubercoli apicali pronti a germinare nella stagione successiva in nuovi individui; è questo il tipo di riproduzione prevalente per queste piante.

## Distribuzione e habitat
Questo genere possiede circa una trentina di specie distribuite soprattutto in Eurasia, la maggioranza delle quali (una decina) sono endemiche in Cina. Di questo genere in Italia è presente spontaneamente una sola specie (ed è l'unica anche in Europa).
L'habitat per questo genere è vario: dalle superfici erbose sia umide che secche, ai boschi (non troppo fitti). Le sue specie evitano comunque ambienti decisamente aridi con substrati troppo acidi.

## Tassonomia
Questo genere appartiene alla tribù Orchideae (Dressl. & Dods.) Verm. e alla sottotribù Orchidinae Verm. (1977).
Comprende le seguenti specie:
- Herminium biporosum Maxim.
- Herminium bulleyi (Rolfe) Tang & F.T.Wang
- Herminium chloranthum Tang & F.T.Wang
- Herminium clavigerum (Lindl.) X.H.Jin, Schuit., Raskoti & Lu Q.Huang
- Herminium coeloceras (Finet) Schltr.
- Herminium coiloglossum Schltr.
- Herminium ecalcaratum (Finet) Schltr.
- Herminium edgeworthii (Hook.f. ex Collett) X.H.Jin, Schuit., Raskoti & Lu Q.Huang
- Herminium elisabethae (Duthie) Tang & F.T.Wang
- Herminium fallax (Lindl.) Hook.f.
- Herminium fimbriatum (Raskoti) X.H.Jin, Schuit., Raskoti & Lu Q.Huang
- Herminium forceps (Finet) Schltr.
- Herminium glossophyllum Tang & F.T.Wang
- Herminium gracile King & Pantl.
- Herminium handelii X.H.Jin, Schuit., Raskoti & Lu Q.Huang
- Herminium himalayanum (Renz) X.H.Jin, Schuit., Raskoti & Lu Q.Huang
- Herminium hongdeyuanii Raskoti
- Herminium humidicola (K.Y.Lang & D.S.Deng) X.H.Jin, Schuit., Raskoti & Lu Q.Huang
- Herminium jaffreyanum King & Pantl.
- Herminium josephi Rchb.f.
- Herminium kalimpongense Pradhan
- Herminium kamengense A.N.Rao
- Herminium kumaunense Deva & H.B.Naithani
- Herminium lanceum (Thunb. ex Sw.) Vuijk
- Herminium latilabre (Lindl.) X.H.Jin, Schuit., Raskoti & Lu Q.Huang
- Herminium longilobatum S.N.Hegde & A.N.Rao
- Herminium mackinonii Duthie
- Herminium macrophyllum (D.Don) Dandy
- Herminium mannii (Rchb.f.) Tang & F.T.Wang
- Herminium monophyllum (D.Don) P.F.Hunt & Summerh.
- Herminium monorchis (L.) R.Br. - orchide ad un bulbo
- Herminium motuoense X.H.Jin
- Herminium neotineoides Ames & Schltr.
- Herminium ophioglossoides Schltr.
- Herminium oxysepalum (K.Y.Lang) X.H.Jin, Schuit., Raskoti & Lu Q.Huang
- Herminium pugioniforme Lindl. ex Hook.f.
- Herminium pusillum Ohwi & Fukuy.
- Herminium pygmaeum Renz
- Herminium quinquelobum King & Pantl.
- Herminium singulum Tang & F.T.Wang
- Herminium souliei (Finet) Rolfe
- Herminium suave Tang & F.T.Wang
- Herminium tangianum (S.Y.Hu) K.Y.Lang
- Herminium tibeticum X.H.Jin, Schuit. & Raskoti
- Herminium wangianum X.H.Jin, Schuit., Raskoti & Lu Q.Huang
- Herminium yunnanense Rolfe

### Ibridi
Le specie di questo genere possono ibridarsi oltre che all'interno dello stesso genere anche con altri gruppi tassonomici. Uno di questi è il genere Pseudorchis; insieme formano il genere-ibrido  × Pseudinium P.F. Hunt (1971). Un altro è il genere Orchis che insieme formano il genere-ibrido × Hermorchis J.M.H.Shaw.

### Sinonimi
Il genere Herminium ha avuto nel tempo diverse nomenclature. L'elenco che segue indica alcuni tra i sinonimi più frequenti:
- Monorchis Ehrh. (1789)
- Chamaerepes Spreng. (1826)